# Tomasz Wacek
Tomasz Wacek (ur. 30 sierpnia 1976 w Rymanowie) – polski piłkarz, trener.

## Kariera
Od grudnia 2009 do maja 2013 był pierwszym trenerem seniorskiej drużyny Karpat Krosno. Latem 2013 został grającym trenerem Iskry Przysietnica. W maju 2014 został szkoleniowcem LKS Pisarowce.
Po wznowieniu kariery piłkarskiej w marcu 2018 został zawodnikiem Iwonki Iwonicz.